# コリマ州

コリマ州

コリマ州（コリマしゅう、スペイン語: Estado de Colima）は、メキシコの州である。州都はコリマ。面積5,191km2。2010年国勢調査で州の人口は650,129人。
ハリスコ州とミチョアカン州の間にあり、南は太平洋に面している。マンサニージョは重要な港町であり、太平洋上のレビジャヒヘド諸島もマンサニージョに属する。

## 歴史
コリマの町は、エルナン・コルテスの指令を受けたゴンサロ・デ・サンドバルによって1523年7月25日に建設された。最初町はテコマンの近くにあったが、1527年に今の場所に移された。
メキシコ独立革命の父として知られるミゲル・イダルゴは、ドローレスに赴任する以前の1792年にコリマの司祭をつとめていた。
今のコリマ州はインテンデンシア・デ・グアダラハラ（ヌエバ・ガリシア、のちのハリスコ州）の一部をなしていたが、コリマ出身のメキシコ独立革命軍の軍人アナスタシオ・ブリスエラ (es:Anastasio Brizuela) によって1823年にグアダラハラからコリマが分けられた。1824年メキシコ憲法ではこれを承認し、コリマをハリスコ州から独立した連邦直轄地(territorio)とした。1857年メキシコ憲法でコリマは直轄地から州に格上げされた。